# Arthur Cambier
Arthur Louis Cambier (ur. 31 sierpnia 1882 w Brugii – zm. 1945) – belgijski piłkarz grający na pozycji obrońca. Był reprezentantem Belgii.

## Kariera klubowa
Całą swoją karierę piłkarską Cambier spędził w klubie FC Brugeois. Swój debiut w nim w pierwszej lidze belgijskiej zaliczył w sezonie 1900/1901 i grał w nim do końca sezonu 1913/1914. Z FC Brugeois wywalczył trzy wicemistrzostwa Belgii w sezonach 1905/1906, 1909/1910 i 1910/1911.

## Kariera reprezentacyjna
W reprezentacji Belgii Cambier zadebiutował 9 maja 1907 w wygranym 2:1 towarzyskim meczu z Holandią, rozegranym w Haarlemie. Był to jego jedyny mecz w kadrze narodowej.